# 眞壁貴男
眞壁 貴男（まかべ たかお、1992年8月20日 - ）は、日本の元ラグビー選手。

## プロフィール
- 広島県福山市出身。
- 現役時代のポジションはプロップ(PR)。
- 身長 170cm、体重 105kg
- ニックネームはまかべ、たかお、たかまる。
- U17中国代表に選ばれたことがある[1]
- 弟の照男もラグビー選手（現・東芝ブレイブルーパス東京）。

## 略歴
福山ラグビースクールでラグビーを始めた。
2011年、尾道高校卒業後、立教大学に入学。なお尾道高校時代、高校日本代表候補に選ばれたことがある。
2014年、立教大学ラグビー部の主将に就任した。
2015年、立教大学卒業後、リコーブラックラムズ(現・リコーブラックラムズ東京)に加入。
2016年9月3日に行われたジャパンラグビートップリーグ第2節のNTTコミュニケーションズシャイニングアークス戦に途中出場で公式戦初出場を果たす。
2024年、現役を引退した。